# Leptopsalis sedgwicki
Espèce
Synonymes
- Stylocellus sedgwicki Shear, 1979

Leptopsalis sedgwicki est une espèce d'opilions cyphophthalmes de la famille des Stylocellidae.

## Distribution
Cette espèce est endémique du Penang en Malaisie. Elle se rencontre sur l'île de Penang.

## Description
Le mâle holotype mesure 4,2 mm.

## Systématique et taxinomie
Cette espèce a été décrite sous le protonyme Stylocellus sedgwicki par Shear en 1979. Elle est placée dans le genre Leptopsalis par Clouse et Giribet en 2012.

## Étymologie
Cette espèce est nommée en l'honneur de Walter C. Sedgwick.

## Publication originale
- Shear, 1979 : « Stylocellus sedgwicki n. sp. from Penang Island, Malaysia (Opiliones, Cyphophthalmida, Stylocellidae). » Bulletin of the British Arachnological Society, vol. 4, no 8, p. 356–360 (texte intégral).